# День государственности Черногории
День государственности (черногорский и сербский: Дан државности / Dan državnosti) ― праздник, который ежегодно отмечается 13 июля в Черногории в ознаменование одного из ключевых событий черногорской истории, произошедшего в 1878 году: в этот день Берлинский конгресс признал Черногорию независимой от Османской империи. Черногория, таким образом, стала двадцать седьмым независимым государством в мире, существовавшим на тот момент. Произошло это по итогам Русско-турецкой войны 1877―1878 годов: черногорцы под предводительством князя Николы I Петровича подняли восстание против османского правления и в ходе войны сумели нанести туркам несколько чувствительных поражений и освободить ряд городов. Кроме того, 13 июля 1941 года черногорцы подняли восстание против войск Италии, оккупировавших страну в ходе югославской кампании.
День государственности не следует путать с Днём независимости Черногории, который проводится каждый год 21 мая в честь плебисцита 2006 года, по итогам которого 55,5% черногорцев высказались за то, чтобы стать суверенным государством, выйдя из состава государственного союза Сербии и Черногории, которые до этого были союзными республиками в федеративной Югославии.